# Луций Арторий Каст
Вижте пояснителната страница за други личности с името Каст.
Луций Арторий Каст (на латински: Lucius Artorius Castus) е римски офицер от 2 век, за когото има предположение, че е историческият прототип за легендата за крал Артур.
Военната кариера на Арторий Каст е позната от намерените два надписа в Далмация
(хърватския бряг), близо до Сплит. Единият надпис е намерен в една антична вила на неговия саркофаг, която той вероятно обитава като прокуратор. Вторият надпис се намира на един камък.
Арторий Каст произлиза вероятно от Кампания, в Южна Италия, от gens Артории.
Той служи първо като центурион в много легиони, първо в III Галски легион (Legio III Gallica), после в VI Железен легион (Legio VI Ferrata) в Юдея, в II Спомагателен легион (Legio II Adiutrix) и накрая в V Македонски легион (Legio V Macedonica), който е действал преди всичко в днешните България, Сърбия и Албания и е повишен в primus pilus. Вероятно се бие през 172 г. при Марк Аврелий в Legio V Macedonica против сарматските язиги северно от Делтата на Дунав. След това е произведен praepositus на флотата от Мизенум, а после получава позицията префект в VI Победоносен легион (Legio VI Victrix), който е стациониран от 122 г. в Британия.
През 180 – 185 г. римляните имат големи загуби на Адрианов вал. VI Победоносен легион се бунтува и разпада. Повечето отговорни в легиона са убити или изпратени на други територии. Каст обаче е произведен през 185 г. за dux и изпратен в Арморика да потуши въстание. След известно време той прекратява своята военна служба и става цивилен прокуратор на Либурния в част от Далмация, със заплата от 100.000 сестерции. След това за него няма сведения.
Вероятността, че Арторий е крал Артур е изявена за пръв път през 1924 г. от Кемп Малоун.